# Списак студената Катедре за глуму Факултета драмских уметности у Београду
Списак студената Катедре за глуму Факултета драмских уметности у Београду садржи списак студената Катедре за глуму Факултета драмских уметности од његовог оснивања 1973, као и студената Академија за позориште, филм, радио и телевизију (1962—1973) и Академија за позоришну уметност (1948–1962), које су претходиле овом факултету. Студенти су разврстани по класама и годинама уписа.

## 1948—1959.
- Класа 1948, професор Мата Милошевић:

1. Вера Белогрлић (1926—1985)
2. Босиљка Боци (1932—1997)
3. Власта Велисављевић (19260—2021)
4. Михајло Викторовић (1929—1998)
5. Предраг Лаковић (1929—1997)
6. Стеван Максић (1925—1995)
7. Оливера Марковић (1925—2011)
8. Миодраг Поповић Деба (1928—2005)
9. Марија Радојчевић Беловић (1926—1997)
10. Олга Станисављевић (1930—1987)
11. Властимир Ђуза Стојиљковић (1929—2015)
12. Звонимир Ференчић (1925—1998)

- Класа 1949, професор Јозо Лауренчић:

1. Милан Будимировић
2. Ружица Вељковић
3. Милена Дапчевић (1930—2018)
4. Љиљана Ђукић Поповић
5. Растислав Јовић (1931—2097)
6. Јован Јуришић
7. Томо Курузовић (1930—2017)
8. Спасе Нелов
9. Љупка Нестова
10. Слободан Перовић (1926—1978)
11. Добрила Петровић
12. Милован Рапајић
13. Ристо Стефановски (1928—2022)
14. Душан Тадић (1929—2007)
15. Љуба Тадић (1929—2005)
16. Бора Тодоровић (1929—2014)
17. Марко Тодоровић (1929—2000)
18. Азра Ћемаловић (1929—2007)

- Класа 1951, професор Раша Плаовић:

1. Петар Банићевић (1930—2006)
2. Дара Вукотић
3. Борислав Гвојић (1928—1995)
4. Вера Дедић (1931—2012)
5. Бранислав Цига Јеринић (1932—2006)
6. Славка Јеринић (1931—1997)
7. Зорица Качаревић
8. Драган Лаковић (1929—1990)
9. Дејан Чавић (1934)

- Класа 1953, професор Јозо Лауренчић:

1. Слободан Алигрудић (1934—1985)
2. Драгомир Бојанић Гидра (1933—1993)
3. Милутин Бутковић (1930—1997)
4. Оља Грастић (1934—)
5. Зијах Загорић (1933—2018)
6. Надежда Миловановић
7. Љиљана Милошевић
8. Милан Милошевић (1934)
9. Мирјана Николић
10. Драгица Новаковић (1934—1985)
11. Растко Тадић (1933—1994)

- Класа 1954, професор Јосип Кулунџић:

1. Ацо Алексов (1932—2005)
2. Мирјана Вачић (1933—2019)
3. Мирјана Докић
4. Рада Ђуричин (1934—2024)
5. Велимир Бата Живојиновић (1933—2016)
6. Бранимир Тори Јанковић (1934—1978)
7. Драган Марковић
8. Љиљана Марковић (1934)
9. Радмила Радовановић Андић (1934—2018)
10. Никола Симић (1934—2014)
11. Ружица Сокић (1934—2013)
12. Александар Стјеповић
13. Фулвио Томица (1935—1999)
14. Милан Тополовачки (1933—1994)
15. Зора Худалес

- Класа 1957:

1. Мирослав Бијелић (1937—2010)
2. Зорка Вуковић (1931)
3. Реџеп Вуља
4. Иван Јагодић (1936—2010)
5. Никола Јурин (1935—2014)
6. Славица Кнежевић
7. Иван Костић
8. Зорица Лозић
9. Олга Маринковић (1938)
10. Божидар Матковић
11. Весна Предојевић (1938)
12. Зоран Радмиловић (1933—1985)
13. Радисав Радојковић (1937)
14. Љубомир Ристановић
15. Божидар Стошић (1937—2018)
16. Анка Шулентић

- Класа 1958, професор Мата Милошевић:

1. Александар Груден (1938)
2. Хранислав Драгутиновић (1936—2009)
3. Миша Јанкетић (1938—20189)
4. Зорaн Јовановић
5. Гордана Максимовић
6. Невена Нововић (1940)
7. Владимира Панцар
8. Бригита Пеко (1937)
9. Љубиша Самарџић (1936—2019)
10. Радмила Урошевић
11. Вера Чукић (1938)
12. Александар Џуверовић (1935—1995)
13. Ристо Шишков (1940—1986)

- Класа 1959:

1. Димитрије Бугарчић
2. Видоје Вујовић (1937)
3. Мира Доковић
4. Мирко Ђерић (1939—2010)
5. Милош Жутић (1939—1993)
6. Милан Макарић
7. Зоран Милосављевић (1939—1983)
8. Јелица Милосављевић Теслић (1939—2018)
9. Александар Мићић (1939)
10. Горан Петровић
11. Ева Рас
12. Мила Станић (1941)
13. Александар Хрњаковић (1942—2014)

## 1960—1969.
- Класа 1960:

1. Ђорђе Алексијевић
2. Душан Голумбовски (1941—2016)
3. Милена Дравић (1940—2018)
4. Бранислава Зорић (1942)
5. Никола Јовановић (1939—2015)
6. Оливера Катарина (1940)
7. Петар Краљ (1941—2011)
8. Томислав Лутовац (1939—2008)
9. Ристо Мајсторов
10. Драган Петровић
11. Станислава Пешић (1941—1997)
12. Вукосава Рељић
13. Милорад Узелац

- Класа 1961:

1. Никола Коле Ангеловски (1943)
2. Иван Андрејевић (1943—2005)
3. Миодраг Богић (1940—2020)
4. Бисера Вукотић (1944)
5. Зоран Ибисбеговић
6. Злата Јаковљевић (1942)
7. Адем Микуловци (1937—2020)
8. Миодраг Милованов (1940)
9. Драган Николић (1943—2016)
10. Мира Пеић (1942)
11. Љиљана Радовановић
12. Јелисавета Сека Сабљић (1942)
13. Радмила Теодоровић
14. Мирјана Цијан
15. Данило Чолић (1940—1994)

- Класа 1963:

1. Миодраг Андрић (1942—1989)
2. Кирил Андоновски (1942)
3. Александра Бетинска
4. Радмила Бурсаћ
5. Хајналка Варади (1947—2003)
6. Надежда Вукићевић (1945)
7. Мирослав Жужић (1945)
8. Мирјана Марић (1941)
9. Ненад Милосављевић (1941)
10. Десанка Милошевић
11. Љиљана Михајловић
12. Живко Николић (1941—2001)
13. Богољуб Петровић (1942—1995)
14. Томислав Станић
15. Војислав Станковски
16. Танасије Узуновић (1942—2023)
17. Драгомир Чумић (1937—2013)
18. Карољ Фишер
19. Гојко Шантић (1946—2024)
20. Ласло Швиртлих (1946—2019)

- Класа 1964:

1. Иван Бекјарев (1946—2020)
2. Фарук Беголи (1944—2007)
3. Милан Гутовић (1946—2021)
4. Драган Зарић (1942—2000)
5. Добрила Илић (1946)
6. Горјана Јањић (1945—2022)
7. Соња Јауковић (1946)
8. Оливера Јовановић
9. Радмила Китановић
10. Весна Латингер (1942—2022)
11. Војислав Милетић
12. Зорана Пауљев
13. Милорад Стевановић
14. Јосиф Татић (1946—2013)
15. Ђурђија Цветић (1942—2015)

- Класа 1966:

1. Едита Бартош Тот
2. Петар Божовић (1946)
3. Светлана Бојковић (1947)
4. Мирјана Вукојичић (1947—2017)
5. Зоран Ђорђевић
6. Васја Ковачић (1947—1995)
7. Бранко Милићевић (1946)
8. Јелена Обрадов (1947)
9. Боро Стјепановић (1946)
10. Добрила Стојнић (1948)
11. Зорица Шумадинац (1946—1981)

- Класа 1967, професор Предраг Бајчетић:

1. Небојша Анђелковић
2. Воја Брајовић (1949)
3. Милија Вуковић (1947—2020)
4. Владимир Јевтовић (1947—2013)
5. Тони Лауренчић (1949)
6. Даница Марковић (1947)
7. Цвијета Месић (1948)
8. Марко Николић (1946—2019)
9. Драгана Поповић
10. Добрила Ћирковић (1948)
11. Јелена Чворовић (1948—2023)

- Класа 1968:

1. Аљоша Вучковић (1946)
2. Предраг Ејдус (1947—2018)
3. Бранимир Замоло (1949—1983)
4. Славица Ђилас
5. Радмила Ђурђевић
6. Весна Малохоџић (1948—2022)
7. Предраг Мики Манојловић (1950)
8. Владан Милашиновић (1947—2004)
9. Надежда Мирковић (1947)
10. Милан Цаци Михаиловић (1949)
11. Огњанка Огњановић (1949)
12. Весна Пећанац (1947)
13. Горан Плеша (1950—2007)
14. Анђелка Ристић (1947)
15. Горан Султановић (1947)

- Класа 1969, професор Миленко Маричић:

1. Неда Арнерић (1953—2020)
2. Мирко Бабић (1948—2020)
3. Александар Берчек (1950)
4. Слободанка Жугић (1950)
5. Бранислав Зоговић (1944)
6. Марина Кољубајева (1950—2004)
7. Весна Мркић (1950)
8. Љиљана Мркић (1950)
9. Јелена Петровић (1953)
10. Чедомир Петровић (1949—2025)
11. Жарко Радић (1950)
12. Драгица Ристановић (1951)
13. Феђа Стојановић (1948—2021)
14. Иван Шебаљ (1948—2010)

## 1970—1979.
- Класа 1970, професор Миња Дедић:

1. Нада Блам (1951)
2. Милан Ерак (1950—1995)
3. Мирослава Мира Илић
4. Данило Лазовић (1951—2006)
5. Гордана Марић (1956)
6. Раде Марјановић (1950)
7. Слободанка Марковић (1948)
8. Зинаид Мемишевић (1950—2023)
9. Ирфан Менсур (1952)
10. Зорица Мирковић (1951)
11. Дијана Шпорчић (1951)

- Класа 1971, професор Предраг Бајчетић:

1. Тања Бошковић (1953)
2. Раде Вукотић (1951)
3. Љиљана Драгутиновић (1951)
4. Бранко Ђурић (1949)
5. Радмила Живковић (1953—2024)
6. Миралем Зупчевић (1949)
7. Бранко Јеринић (1953)
8. Татјана Миловановић
9. Горица Поповић (1952)
10. Јелица Сретеновић (1954)
11. Јадранка Стилин (1952)
12. Азра Ченгић (1948)
13. Милан Штрљић (1952)

- Класа 1972, професор Огњенка Милићевић:

1. Радош Бајић (1953)
2. Срђан Дедић (1955—2025)
3. Богдан Диклић (1953)
4. Милорад Јекић (1955)
5. Иван Клеменц (1949)
6. Гордана Косановић (1953—1986)
7. Гордана Павлов (1950)
8. Злата Петковић (1954—2012)
9. Снежана Савић (1953)
10. Љиљана Стјепановић (1952)
11. Лазар Ристовски (1952)
12. Славољуб Фишековић (1952)

- Класа 1973, професор Миленко Маричић:

1. Младен Барбарић (1953)
2. Горан Букилић (1955)
3. Љубица Гвозденовић
4. Весна Ђапић (1954)
5. Владислав Каћански (1950—2006)
6. Миодраг Крстовић (1950)
7. Сања Милосављевић (1955)
8. Александра Николић (1954)
9. Недељка Осмокровић (1953)
10. Јадранка Селец (1954)
11. Миле Станковић (1950—2009)
12. Весна Чипчић (1954)

- Класа 1974, професор Миња Дедић:

1. Гордана Гаџић (1955)
2. Драгољуб Денда (1955)
3. Мирјана Жељковић (1954—2010)
4. Владо Керошевић (1955)
5. Соња Кнежевић (1958)
6. Бранислав Лечић (1955)
7. Даница Максимовић (1953)
8. Живослав Милорадовић (1955)
9. Енвер Петровци (1954)
10. Лидија Плетл (1955)
11. Дара Џокић (1955)

- Класа 1975, професор Предраг Бајчетић:

1. Младен Андрејевић (1955)
2. Борис Комненић (1957—2021)
3. Диана Кржанић Тепавац (1956)
4. Марина Марковић
5. Владица Милосаљевић (1955)
6. Радован Миљанић (1952—2021)
7. Даница Ристовски (1955)

- Класа 1976:
  - професор Огњенка Милићевић:

1. Драга Живановић (1957)
2. Миленко Заблаћански (1955—2007)
3. Мерима Исаковић (1959)
4. Мирјана Кангрга
5. Љиљана Међеши (1956)
6. Предраг Милетић (1952)
7. Бранислав Платиша (1957)
8. Светозар Цветковић (1958)

- - професор Арсеније Јовановић:

1. Тихомир Арсић (1957—2020)
2. Гојко Балетић (1956)
3. Жељка Башић (1956)
4. Драгана Варагић (1957)
5. Ерол Кадић (1955)
6. Елизабета Начевска
7. Рајко Продановић (1956—2013)
8. Гордана Тасић (1955)

- Класа 1977, професор Миленко Маричић:

1. Љиљана Благојевић (1955)
2. Лепомир Ивковић (1959)
3. Мирјана Карановић (1957)
4. Мима Караџић (1955)
5. Саво Радовић (1957)
6. Бранка Секуловић (1958)
7. Стела Ћетковић (1959)

- Класа 1978, професор Миња Дедић:

1. Бранимир Брстина (1960)
2. Светислав Гонцић (1960)
3. Дубравка Живковић (1960)
4. Владимир Илић (1958)
5. Оливера Јежина (1960)
6. Андреја Маричић (1959—2021)
7. Жарко Лаушевић (1960—2023)
8. Сузана Петричевић (1959)
9. Соња Савић (1961—2008)
10. Зоран Цвијановић (1958)
11. Гордана Шувак (1957)

- Класа 1979, професор Предраг Бајчетић:

1. Бранко Видаковић (1959)
2. Елизабета Ђоревска (1961)
3. Звездана Јакшић
4. Маја Сабљић (1960)
5. Лада Скендер (1959)
6. Љубивоје Тадић (1960)
7. Ненад Ћирић (1958)
8. Синиша Ћопић (1961)

## 1980—1989.
- Класа 1980, професор Огњенка Милићевић:

1. Гордана Бјелица (1959)
2. Биљана Вујовић
3. Владан Гајовић (1960)
4. Варја Ђукић (1962)
5. Бранислав Зеремски (1959)
6. Чедо Мартинић (1960—2011)
7. Драган Николић (1959)
8. Александра Симић (1962)
9. Љубомир Тодоровић (1959)

- Класа 1981, професори Арсеније Јовановић и Миленко Маричић:

1. Оља Бећковић (1964)
2. Андријана Виденовић (1964)
3. Лидија Вукићевић (1962)
4. Дубравко Јовановић (1961)
5. Боривоје Кандић (1961—2020)
6. Маја Лалевић (1960)
7. Нина Мартиновић
8. Милан Милосављевић (1960)
9. Олга Одановић (1958)
10. Јасмина Ранковић Аврамовић (1960)
11. Владан Савић (1963)
12. Татјана Степановић
13. Жељка Цвјетан (1963)
14. Војка Ћордић (1962—2005)

- Класа 1982, професор Миња Дедић:

1. Предраг Бјелац (1962)
2. Снежана Богдановић (1960)
3. Марица Вулетић (1962—2024)
4. Момир Газивода (1962)
5. Симонида Ђорђевић (1964)
6. Ана Милакара
7. Ненад Ненадовић (1964—2021)
8. Драган Пантић
9. Срђан Пешић (1960)
10. Надиа Полимац
11. Ана Симић (1965)
12. Светлана Симић
13. Ненад Срделић (1961)
14. Милена Тробозић

- Класа 1983, професор Предраг Бајчетић:

1. Небојша Бакочевић (1965)
2. Слободан Бештић (1964)
3. Аница Добра (1963)
4. Гордана Лукић (1965)
5. Биљана Машић (1965)
6. Анђелка Миливојевић (1964)
7. Драгана Мркић (1966)
8. Ђорђе Николић
9. Душко Премовић (1964)
10. Милан Плештина (1961)
11. Горан Радаковић (1964)
12. Андријана Чулина (1965)

- Класа 1984, професор Владимир Јевтовић:

1. Драган Бјелогрлић (1963)
2. Татјана Венчеловски (1965)
3. Мирјана Јоковић (1967)
4. Милорад Мандић (1961—2016)
5. Слободан Нинковић (1956)
6. Драган Петровић (1961)
7. Бранка Пујић (1963)
8. Весна Станојевић (1963)
9. Душанка Стојановић (1965)
10. Срђан Тодоровић (1965)
11. Дарко Томовић (1963)
12. Весна Тривалић (1965)

- Класа 1985, професор Арсеније Јовановић:

1. Ивана Деспотовић (1967)
2. Владан Дујовић (1963)
3. Виолета Крокер (1964)
4. Радомир Лазаревић
5. Весна Лончаревић (1968)
6. Бојана Ковачевић (1967)
7. Александра Петковић (1965)
8. Татјана Пујин (1966)
9. Сања Радивојевић
10. Божидар Штимац

- Класа 1986, професор Миленко Маричић:

1. Наталија Влаховић (1968)
2. Ненад Гвозденовић (1962)
3. Катарина Гојковић (1967)
4. Горан Даничић (1962—2021)
5. Ивана Жигон (1968)
6. Ана Јовановић
7. Драган Јовановић (1965)
8. Наташа Лучанин (1965)
9. Небојша Љубишић (1964)
10. Дејан Матић (1963—2025)
11. Срђан Милетић (1968)
12. Александра Миљковић
13. Снежана Орбовић (1967)
14. Дејан Парошки (1967)
15. Игор Первић (1967—2019)
16. Душица Стевановић (1968)
17. Слободан Ћустић (1958)

- Класа 1987, професор Предраг Бајчетић:

1. Јелена Иванишевић (1968)
2. Никола Којо (1967)
3. Анита Манчић (1968)
4. Раде Марковић (1965)
5. Вјера Мујовић (1970)
6. Ања Поповић (1969)
7. Слободан Росић
8. Теодора Станковић (1968)
9. Марко Стојановић (1971)
10. Милена Тодоровић
11. Александра Турјак (1970)
12. Уликс Фехмиу (1968)

- Класа 1988, професор Владимир Јевтовић:

1. Тамара Вучковић (1970)
2. Небојша Дугалић (1970)
3. Драгана Ђукић (1969)
4. Олга Замуровић
5. Дубравка Мијатовић (1968)
6. Ивана Милашиновић Локнер (1967)
7. Жељко Митровић (1969)
8. Драган Мићановић (1970)
9. Ивана Михић (1970)
10. Јасна Стајковић
11. Мирсад Тука (1965—2023)
12. Горан Шушљик (1969)

- Класа 1989, професор Арсеније Јовановић:

1. Милутин Дапчевић (1972)
2. Бојан Жировић (1971)
3. Ирена Мичијевић (1972—2017)
4. Сандра Ногић (1971)
5. Милена Павловић (1972)
6. Ненад Рацковић (1967)
7. Данијела Стојановић (1970)

## 1990—1999.
- Класа 1990, професор Владимир Јевтовић:

1. Небојша Глоговац (1969—2018)
2. Даниела Кузмановић (1970)
3. Данијела Нела Михаиловић (1969)
4. Каролина Михаиловић
5. Наташа Нинковић (1972)
6. Борис Пинговић (1970)
7. Сергеј Трифуновић (1972)
8. Војин Ћетковић (1971)
9. Данијела Угреновић (1969—2022)

- Класа 1991, професор Предраг Бајчетић:

1. Јасмина Вечански (1972)
2. Катарина Жутић (1972)
3. Иван Зарић (1973)
4. Бојана Зечевић (1974)
5. Растко Јанковић (1972)
6. Ненад Јездић (1972)
7. Срна Ланго (19712)
8. Растко Лупуловић (1974)
9. Бојана Маљевић (1974)
10. Исидора Минић (1973)
11. Милица Михајловић (1972)
12. Ана Софреновић (1972)
13. Александар Срећковић (1973)

- Класа 1992:
  - професор Гордана Марић:

1. Данусја Атаљанц
2. Бојан Ивић (1973)
3. Иван Јевтовић (1972)
4. Ђорђе Кукуљица (1973)
5. Дејан Луткић (1974)
6. Анастасиа Мандић (1973)
7. Сања Микитишин (1973)
8. Борис Миливојевић (1971)
9. Јована Петровић (1973)
10. Мара Радуловић
11. Ана Стојановић (1979)

- - професор Бранислав Мићуновић:

1. Бојан Димитријевић (1973)
2. Александра Јанковић (1971)
3. Ксенија Зеленовић (1972)
4. Никола Ђуричко (1974)
5. Игор Филиповић (1970)

- Класа 1993, професор Миленко Маричић:

1. Никола Булатовић (1972)
2. Данијела Врањеш (1973)
3. Александра Губеринић (1973)
4. Даница Здравић
5. Небојша Илић (1973)
6. Паулина Манов (1975)
7. Наташа Марковић (1976)
8. Дијана Маројевић (1975)
9. Александра Миљковић
10. Владислав Михаиловић (1974)
11. Олгица Пешић (1972—2018)
12. Даниел Сич (1973)
13. Милош Тимотијевић (1975)
14. Иван Томић (1972)

- Класа 1994, професор Владимир Јевтовић:

1. Љубомир Бандовић (1976)
2. Мина Лазаревић (1975)
3. Марија Миленковић (1973)
4. Небојша Миловановић (1974)
5. Дијана Павловић (1976)
6. Павле Пекић (1972)
7. Весна Станковић (1972)
8. Андреј Шепетковски (1974)
9. Наташа Шолак (1975)

- Класа 1995, професор Предраг Бајчетић:

1. Саша Али (1977)
2. Милица Ђукић (1979)
3. Михајло Јовановић
4. Хана Јовчић (1975)
5. Љубинка Кларић (1978)
6. Гордан Кичић (1977)
7. Михаило Лађевац (1976)
8. Слободанка Латиновић (1976)
9. Дина Прелевић (1978)
10. Марко Урошевић

- Класа 1996, професор Гордана Марић:

1. Раде Брзаковић
2. Милена Васић (1977)
3. Вања Ејдус (1976)
4. Тамара Крцуновић (1978)
5. Мила Манојловић (1976)
6. Маринко Маџгаљ (1978—2016)
7. Лако Николић (1977)
8. Новак Симић
9. Ана Стефановић (1975)
10. Јелена Ступљанин (1978)

- Класа 1997, професор Биљана Машић:

1. Радивоје Буквић (1979)
2. Горан Јевтић (1978)
3. Ивана Јовановић (1980)
4. Соња Колачарић (1980)
5. Вук Костић (1979)
6. Ана Маљевић (1978)
7. Бојана Стефановић (1980)
8. Ненад Стојменовић (1979)

- Класа 1998, професор Владимир Јевтовић:

1. Ана Бретшнајдер (1979)
2. Никола Вујовић (1978)
3. Катарина Ерић (1976)
4. Јелена Илић (1980)
5. Јелена Јовичић (1976)
6. Срђан Карановић (1977)
7. Нина Лазаревић (1976)
8. Петар Михаиловић (1980)
9. Мрђан Огњановић
10. Нина Павловић
11. Андреа Сењанин
12. Марко Степановић (1979)
13. Милена Стошић
14. Лазар Стругар

- Класа 1999, професор Предраг Бајчетић:

1. Милош Анђелковић (1981)
2. Зорана Бећић (1981)
3. Марија Вицковић (1980)
4. Милош Влалукин (1980)
5. Леана Вучковић (1979)
6. Игор Илић
7. Ненад Маричић (1979)
8. Слобода Мићаловић (1981)
9. Катарина Радивојевић (1979)
10. Бранислав Томашевић (1977)
11. Миодраг Фишековић (1979)
12. Ана Франић (1981)

## 2000—2009.
- Класа 2000, професор Гордана Марић:

1. Живко Грубор
2. Александар Грујић
3. Маша Дакић (1982)
4. Соња Живановић (1981)
5. Марко Јањић (1982)
6. Ивана Јовановић (1980)
7. Софија Јуричан (1981)
8. Стефан Капичић (1978)
9. Милутин Милошевић (1981)
10. Бојана Миљанић
11. Христина Поповић (1982)
12. Вук Салетовић (1976)

- Класа 2001, професор Биљана Машић:

1. Радован Вујовић (1984)
2. Милош Ђуричић (1983)
3. Немања Јокић
4. Марија Каран (1982)
5. Калина Ковачевић (1983)
6. Марина Лазаревић (1980)
7. Ана Марковић (1983)
8. Нада Мацанковић (1982)
9. Милена Николић (1982)
10. Никола Ракочевић (1983)

- Класа 2002, професор Владимир Јевтовић:

1. Марина Воденичар (1982)
2. Иван Ђорђевић (1983)
3. Михаило Лаптошевић (1980)
4. Ђорђе Марковић (1983)
5. Катарина Марковић (1982)
6. Јана Милић (1981)
7. Ивана Николић (1982)
8. Виктор Савић (1983)
9. Борка Томовић (1983)

- Класа 2003, професор Драган Петровић:

1. Петар Бенчина (1984)
2. Небојша Ђорђевић (1982)
3. Владан Милић (1985)
4. Немања Оливерић (1983)
5. Јелена Петровић (1984)
6. Ивана Поповић (1983)
7. Сања Поповић (1985)
8. Милена Предић (1981)
9. Жарко Степанов (1983)
10. Данијела Штајнфелд (1984)

- Класа 2004, професор Гордана Марић:

1. Амра Латифић (1980)
2. Михаило Максимовић (1985)
3. Ташана Ђорђевић (1983)
4. Андријана Оливерић (1983)
5. Владимир Тешовић (1984)
6. Александра Томић (1983)
7. Јелена Тркуља
8. Милан Тубић (1984)
9. Раде Ћосић (1984)

- Класа 2005, професор Биљана Машић:

1. Милан Вучковић (1986)
2. Иван Зекић (1986)
3. Данина Јефтић (1986)
4. Павле Јеринић (1986)
5. Бојан Кривокапић (1986)
6. Нада Маршићевић (1986)
7. Драгана Милошевић (1986)
8. Тања Петровић
9. Милош Пјевач (1986)
10. Теодора Ристовски (1986)

- Класа 2006, професор Владимир Јевтовић:

1. Тамара Белошевић
2. Бојана Грабовац (1987)
3. Катарина Димитријевић (1986)
4. Никола Јовановић
5. Данијел Корша (1985)
6. Катарина Корша (1987)
7. Милош Лазић (1986)
8. Жељко Максимовић (1985)
9. Александар Радојичић (1987)
10. Вишња Сретеновић (1987)

- Класа 2007, професор Драган Петровић:

1. Ања Алач (1988)
2. Милош Биковић (1988)
3. Миљана Гавриловић (1988)
4. Анка Гаћеша (1988)
5. Тамара Драгичевић (1989)
6. Стојан Ђорђевић (1988)
7. Урош Јаковљевић (1988)
8. Нина Јанковић (1988)
9. Иван Михаиловић (1989)
10. Јелисавета Орашанин (1988)
11. Матеја Поповић (1987)
12. Миодраг Радоњић (1989)

- Класа 2008, професор Гордана Марић:

1. Дејан Дедић (1990)
2. Лазар Ђукић (1988)
3. Милица Јанкетић (1989)
4. Милица Јанковић (1989)
5. Вук Јовановић (1989)
6. Сара Јоксимовић
7. Милош Лаловић
8. Маја Лукић
9. Марко Пантелић (1989)
10. Маријана Пејатовић
11. Никола Ранђеловић (1989)
12. Невена Ристић (1990)

- Класа 2009, професор Биљана Машић:

1. Марија Бергам (1991)
2. Соња Деви
3. Ваја Дујовић (1990)
4. Матија Живковић (1991)
5. Милена Живановић (1990)
6. Иван Заблаћански (1989)
7. Ива Манојловић (1990)
8. Милан Марић
9. Немања Стаматовић
10. Марија Стокић (1990)

## 2010—2019.
- Класа 2010, професор Владимир Јевтовић:

1. Богдан Богдановић (1991)
2. Јована Гавриловић (1989)
3. Ивана Дудић (1991)
4. Милош Ђуровић (1991)
5. Јелисавета Караџић (1991)
6. Ива Кевра (1990)
7. Душан Матејић (1991)
8. Стефан Радоњић (1991)
9. Бранкица Себастијановић (1990)
10. Анита Стојадиновић (1991)

- Класа 2011, професор Драган Петровић:

1. Тамара Алексић (1992)
2. Марта Бјелица (1991)
3. Страхиња Блажић (1990)
4. Владимир Вучковић (1991)
5. Марко Грабеж (1992)
6. Анђела Јовановић (1992)
7. Михајло Јовановић (1992)
8. Нина Нешковић (1992)
9. Јована Пантић (1992)
10. Вучић Перовић (1989)
11. Јована Стојиљковић (1992)
12. Ђорђе Стојковић (1991)

- Класа 2012, професор Гордана Марић:

1. Александар Вучковић (1994)
2. Теа Гјоргиоска
3. Михаило Глишовић
4. Татјана Димитријевић
5. Григорије Јакишић (1994)
6. Александар Кецман (1993)
7. Никола Малбаша (1994)
8. Вања Ненадић (1992)
9. Новак Радуловић
10. Александар Ристоски (1995)
11. Милица Сужњевић (1992)

- Класа 2013, професор Биљана Машић:

1. Александра Бибић Коларов
2. Миодраг Драгичевић (1994)
3. Ања Кнежевић
4. Мина Обрадовић (1994)
5. Милена Радуловић (1995)
6. Андреа Ржаничанин (1995)
7. Драган Секулић (1994)
8. Никола Станковић (1996)
9. Дуња Стојановић (1994)
10. Јоаким Тасић (1995)

- Класа 2014, професор Срђан Карановић:

1. Исидора Грађанин (1996)
2. Милан Зарић
3. Владимир Ковачевић (1995)
4. Ђорђе Крећа (1994)
5. Данило Лончаревић (1995)
6. Сања Марковић (1994)
7. Митра Младеновић (1996)
8. Биљана Тодоровић (1995)
9. Марина Ћосић (1995)
10. Филип Хајдуковић (1995)

- Класа 2015, професор Драган Петровић:

1. Лука Абрамовић (1995)
2. Хана Бештић (1996)
3. Срна Ђенадић (1996)
4. Ива Илинчић (1996)
5. Јован Јовановић (1993)
6. Миа Јовановић (1997)
7. Миона Марковић (1996)
8. Недим Незировић (1995)
9. Марко Павловић (1996)
10. Милош Рушитовић
11. Мина Совтић (1995)
12. Теодора Томашев (1996)
13. Амар Ћоровић (1995)

- Класа 2016, професор Марија Миленковић:

1. Маша Ђорђевић (1996)
2. Петар Ђурђевић
3. Јана Ивановић (1998)
4. Вукашин Јовановић (1998)
5. Лазар Николић
6. Станислава Николић
7. Стојша Ољачић
8. Драган Петровић (1997)
9. Ленка Петровић (1998)
10. Бојана Стојковић

- Класа 2017, професор Биљана Машић:

1. Јана Бјелица (1999)
2. Тара Ђурашиновић (1998)
3. Реља Јанковић
4. Сања Лукић
5. Павле Менсур (1999)
6. Денис Мурић (1999)
7. Андрија Никчевић
8. Ања Павићевић (1999)
9. Нина Перишић
10. Алиса Радаковић (1998)
11. Филип Станковски
12. Никола Цветковић (1999)

- Класа 2018, професор Срђан Карановић:

1. Јована Берић
2. Марта Богосављевић (1999)
3. Лука Грбић (2000)
4. Теодора Драгићевић (2001)
5. Андријана Ђорђевић
6. Ђорђе Кадијевић
7. Алекса Марковић
8. Никола Мијатовић (1999)
9. Ива Милановић
10. Мина Ненадовић (1999)

- Класа 2019, професор Драган Петровић:

1. Алексеј Бјелогрлић (2000)
2. Ђуро Брстина
3. Ивана Велиновић
4. Михајло Ђоровић (2000)
5. Матија Илић
6. Софија Ковачевић
7. Митар Милићевић
8. Сташа Миловановић
9. Јана Миљковић
10. Ксенија Репић
11. Ања Ћурчић
12. Чубрило Чупић

## од 2020.
- Класа 2020, професор Марија Миленковић:

1. Нађа Дулић
2. Радосав Јањић
3. Анђела Крибл
4. Милица Лучић
5. Огњен Малушић
6. Данило Миловановић
7. Невена Михаиловић
8. Андреј Њежић
9. Петар Петровић
10. Наталија Степановић

- Класа 2021, професор Петар Бенчина:

1. Братислав Здравковић
2. Невена Игњатовић
3. Богдан Костић
4. Риста Милутиновић
5. Марко Миљковић
6. Нина Недић
7. Оља Николић
8. Хелена Павић
9. Христина Татић
10. Недељко Тепавчевић

- Класа 2022, професор Срђан Карановић:

1. Арсеније Арсић
2. Павле Ивановић
3. Ања Јовановић
4. Петар Лазаревић
5. Мила Лаловић
6. Андрија Марковић
7. Мила Протић
8. Уна Ракић
9. Јован Симеуновић
10. Александра Урошевић

- Класа 2023, професор Драган Петровић:

1. Андреј Бенчина
2. Милена Дракулић
3. Петар Ђорђевић
4. Василија Јездић
5. Тара Њего
6. Сара Поснов
7. Милош Симеуновић
8. Никола Савић
9. Емили Удин
10. Тео Франклин

- Класа 2024, професор Марија Миленковић:

1. Урош Дробац
2. Јелена Злопорубовић
3. Алекса Кангрга
4. Андрија Мандић
5. Марта Петричевић
6. Јован Радуловић
7. Јована Сијерковић
8. Урош Тишма